# Campanula flaccidula
Campanula flaccidula är en klockväxtart som beskrevs av Wilhelm Vatke. Campanula flaccidula ingår i släktet blåklockor, och familjen klockväxter. Inga underarter finns listade i Catalogue of Life.